# Vorsfelder Werder

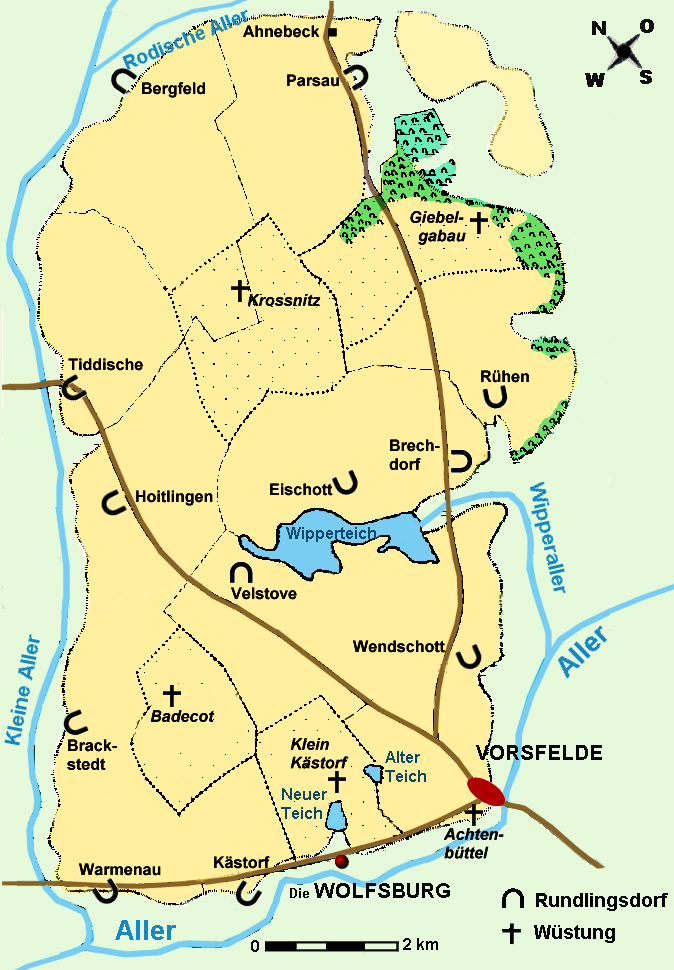
Siedlungen und Gemarkungen auf dem Vorsfelder Werder im 18. Jahrhundert

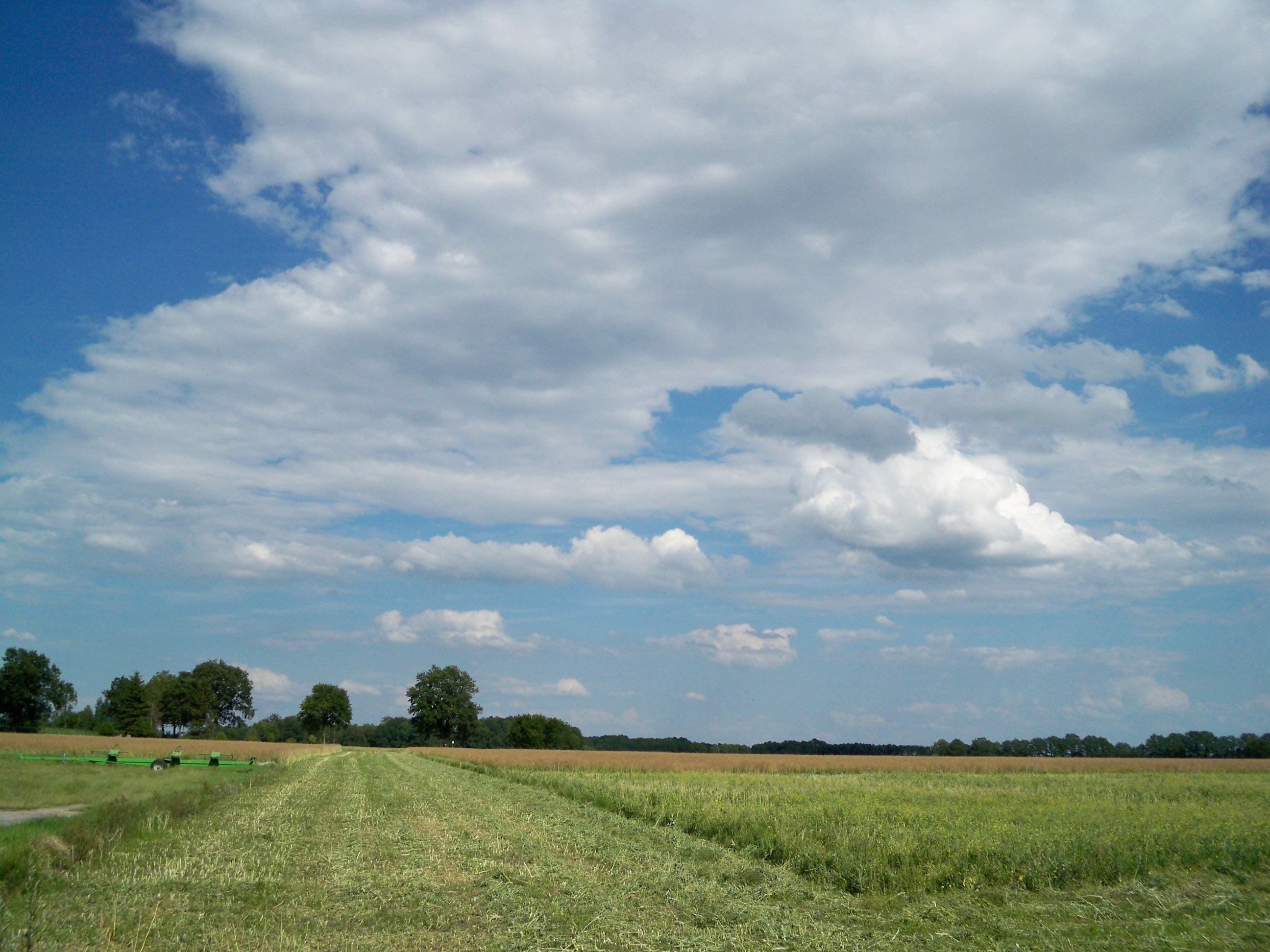
Landschaft des Vorsfelder Werders nördlich von Eischott

Der Vorsfelder Werder ist eine von Niederungen umgebene, 15 m höher gelegene Geestplatte im östlichen Niedersachsen an der Grenze zu Sachsen-Anhalt. Der etwa 80 km² große Werder stellt eine historische Landschaft dar, die seit dem Mittelalter zum Adelsgeschlecht derer von Bartensleben auf der nahen Wolfsburg gehörte. Später verwaltete das Amt Vorsfelde vom Hauptort Vorsfelde aus das Gebiet bis zur Gebietsreform vom 1. Juli 1972. Danach kam der Landstrich zu etwa gleichen Teilen an die Stadt Wolfsburg und den Landkreis Gifhorn.

## Siedlungen auf dem Werder
Siedlungen:
| - Vorsfelde - Ahnebeck - Bergfeld - Brackstedt - Brechtorf | - Eischott - Hoitlingen - Kästorf - Parsau - Rühen | - Tiddische - Velstove - Warmenau - Wendschott |

Wüstungen:
| - Achtenbüttel - Badecot - Giebelgabau | - Klein Kästorf - Krossnitz |

Die Dörfer liegen fast alle am Rande des Werders. Sie befinden sich nahe an Niederungen, wo es günstige Grundwasserverhältnisse gibt, und gleichzeitig in Bereichen, die hochwasserfrei sind. Zwölf der 14 heute noch bestehenden Siedlungen haben die Dorfform eines Rundlings. Dies weist ebenso wie slawischen Flurbezeichnungen auf eine frühere Besiedlung des Raums durch Wenden hin.

## Name
De werder tu varsuelde (der Werder zu Vorsfelde) ist urkundlich erstmals 1309 nachgewiesen, als der Braunschweiger Herzog seine Herrschaft über das Gebiet vorübergehend an den brandenburgischen Markgrafen abtrat. Gelegentlich wurde in späteren historischen Urkunden die höher gelegene Landschaft auch als Wolfsburger Werder bezeichnet. Dies war darin begründet, dass das Gebiet Lehnsbesitz des Adelsgeschlechts derer von Bartensleben von der Wolfsburg war. Nach dem Erlöschen des Geschlechtes im Mannesstamme 1742 hieß es nur noch Vorsfelder Werder.

## Lage

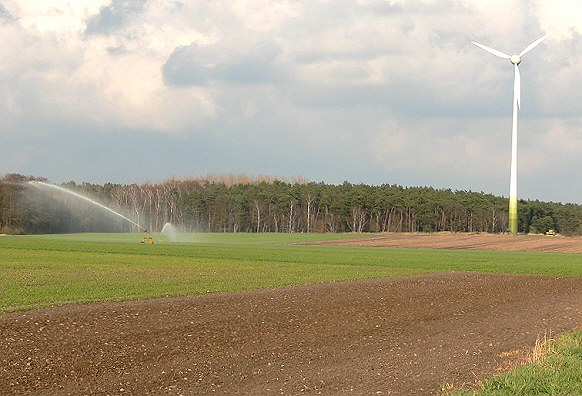
Steiniger Acker auf dem Werder mit Abwasserverregnung bei Brackstedt

Der Geestrücken des Vorsfelder Werders liegt auf durchschnittlich 70 m ü. NN und damit rund 15 Meter höher als die umgebenden Niederungen. Erhebungen sind der Stahlberg (76 m ü. NN) bei Brackstedt und der Weiße Berg östlich von Tiddische (70 m ü. NN). Bei einer Ausdehnung von 7 mal 12 Kilometer nimmt der Werder eine Fläche von rund 80 km² ein. Begrenzt ist das Gebiet im Westen zum Boldecker Land hin von der Kleinen Aller, im Norden von der Rhodischen Aller und dem Landgraben, im Osten durch die feuchte Drömlingsniederung (früher als Grenze zum Königreich Preußen) und im Süden vom Urstromtal der Aller.
Der Werder ist naturräumlich gesehen ein Ausläufer der Lüneburger Heide, deren südlichsten Punkt er darstellt, wo er an der Oberen Allerniederung in das Feuchtgebiet Drömling übergeht. Als Teil der Südheide bildet der Werder den Abschluss der südlichen Ostheide. Die heutige Landschaftsform entstand in der vorletzten Eiszeit, der Saaleeiszeit. Die Eismassen formten den Werder vor über 100.000 Jahren mit ihren Grundmoränen. Deswegen sind auch heute die Böden, wenn nicht lehmig und wasserstauend, dann sandig und steinig. Die Ackerböden waren im Mittelalter durchweg schlecht und wenig fruchtbar. Daher wurden in den ersten Feldvermessungen im 18. Jahrhundert die ausgedehnten Ödflächen auf dem Werder als Heide bezeichnet, obwohl darauf kein Heidekraut wuchs. Wegen des kargen Bodens kam es um 1800 zu Aufforstungen mit weitläufigen Kiefernwäldern zwischen Tiddische und Rühen, die heute rund 15 km² einnehmen. Auch heute bedarf der Boden bei landwirtschaftlicher Nutzung der Düngung, so durch Abwasserverregnung auf Rieselfeldern bei Brackstedt.
Eine Besonderheit mitten auf dem Werder zwischen Velstove, Brechtorf und Eischott stellte bis zum 19. Jahrhundert der Wipperteich dar. Er war bis zu seiner Trockenlegung 1841 mit 200 Hektar Fläche das größte Gewässer im Herzogtum Braunschweig. Der mit einem 500 Meter langen Damm angestaute Teich diente der Fischzucht und dem Betrieb der nahe gelegenen Wippermühle.

## Historische Entwicklung

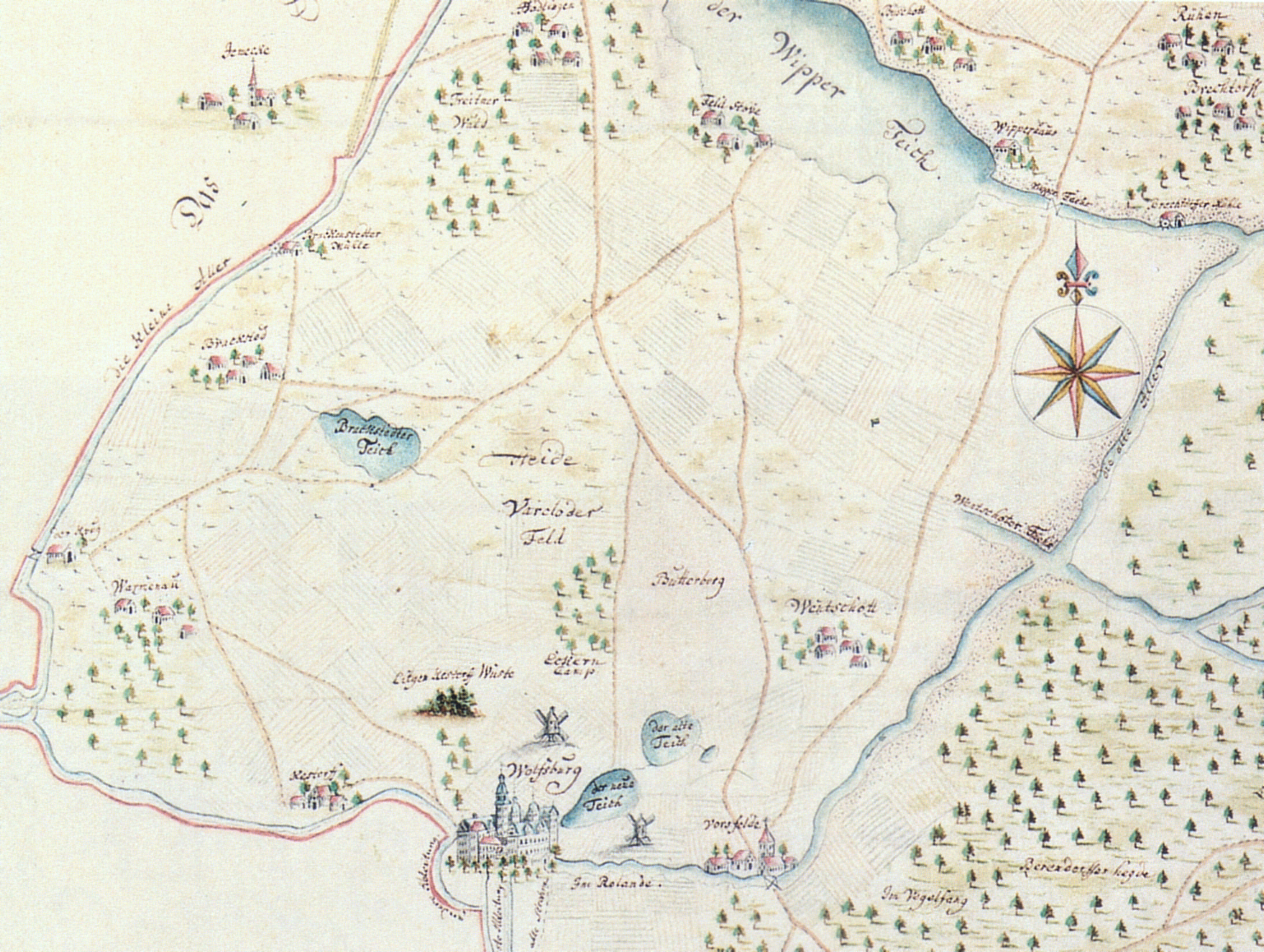
Karte des Vorsfelder Werders von 1745, noch mit dem heute nicht mehr vorhandenen Brackstedter Teich und dem Wipperteich

In frühgeschichtlicher Zeit war der Werder dünn besiedelt. Vor der Zeitenwende ist eine germanische Bevölkerung und seit der Völkerwanderungszeit ein Nachrücken von slawischen Stämmen aus dem Osten anzunehmen. Bei der mittelalterlichen Binnenkolonisation im 12. Jahrhundert entstanden auf dem Werder 18 Dörfer mit dem Flecken Vorsfelde als Markt-, Gerichts- und Kirchort. Die Dörfer wurden in der Siedlungsform des Rundlings angelegt und vermutlich mit dem slawischen Stamm der Wenden besetzt. Flur- und Dorfnamen sprechen für diese Annahme. Ähnliche Entwicklungen werden in der gesamten deutsch-slawischen Kontaktzone zwischen der Ostsee und dem Erzgebirge während des Mittelalters vermutet (siehe Rundlingsentstehung).
Nahezu während des gesamten Mittelalters gehörte der Werder und sein Hauptort Vorsfelde zum Herzogtum Braunschweig-Lüneburg. Die Braunschweiger Herzöge gaben das Land jeweils als Lehen an die Familie derer von Bartensleben, die auf der nahegelegenen Wolfsburg residierten. Im 14. Jahrhundert war der Werder zeitweise im Pfandbesitz der Stadt Braunschweig, die hier die Aller-Furt einer wichtigen Handelsstraße nach Salzwedel sichern wollte. 1366 gibt es urkundliche Nennungen einiger Werderdörfer, die der Braunschweiger Stadtschreiber wegen ihrer Zehntzahlungen niederschrieb. Die wendischen Werderdörfer werden nicht genannt, da sie abgabefrei waren.
Als die Linie derer von Bartensleben 1742 mit dem Tod des letzten männlichen Vertreters Gebhard Werner von Bartensleben endete, fiel der Werder an das Herzogtum Braunschweig zurück. Der Herzog richtete im Hauptort das Amt Vorsfelde als Verwaltungs-, Markt- und Gerichtsort ein.

## Historische Beschreibung
Der Magdeburger Schulrektor und Heimatchronist Samuel Walther beschrieb das Land des Werders in seinen Magdeburgischen Merckwürdigkeiten Teil VII. von 1737 so:
Das Land von Wolfsburg bis Brome ist sandigt, hat wenig Holtz, erndtet viel Buch-Weitzen, zwischen Vorsfeld aber und Grafhorst ist des Holtzes desto mehr.